# うちのちいさな女中さん
『うちのちいさな女中さん』（うちのちいさなじょちゅうさん）は、長田佳奈による日本の漫画作品。『月刊コミックゼノン』（コアミックス）にて、2021年1月号より連載中。

## あらすじ
かつて女性の一大職業であり、身近な存在であった女中。昭和初期の東京を舞台に、14歳の少女が女性翻訳家の家にやってきたところから物語がはじまる。住み込みの女中として働く日常、新たな経験や人々との交流が当時の世相を背景に瑞々しく描かれる。
昭和9年立夏のみぎり、女性翻訳家・蓮見令子のもとに、おじの屋敷で働いていた野中ハナが女中としてやってきた。ハナは14歳と若いながらも屋敷仕込みの家事の腕前は非の打ちどころがない。しかし、自分を前に出すことに不器用である。令子はハナのそういう一面も含め、主人として、また、ひとりの年長者として愛おしく感じている。ハナもまた、令子に忠節を尽くしている。

## 登場人物

### 主要人物
野中 ハナ（のなか ハナ）
蓮見家の女中。14歳。東京生まれ。物心つく前に両親は他界しており、遠縁の家に身を寄せ10歳まで育てられた。その後、山梨県甲府市にある有田邸で女中として働き始める。先輩女中らから仕込まれた家事全般の腕は確かで働き者。作法や躾も施されており、来客への対応もそつなく熟す。読み書きに不自由はなく、家計簿をつける計算能力もある。
生真面目で実直な性格。小柄な体躯であるが体力には自信がある。髪は家事の邪魔にならないようきっちりと編み込んだおさげ髪。フレームの大きな丸メガネをかけている。
幼いころから他家で自制する生活をしていたこともあり、自分の意思や感情の起伏を表に出すことが苦手で表情に乏しい。年頃の少女が興味を示すお洒落や娯楽、余暇を楽しんだ経験が無いに等しいため、それらを問われると思考が働かなくなるほどである。自前の着物も二枚きりでまるで無頓着だったため令子に心配され、お下がりを譲り渡された。
蓮見家には行李ひとつを背負ってやってきた。上記の通り娯楽を知らず私物も少ないハナであるが、行李のなかに唯一大切に忍ばせて持ってきた本がある。それは、令子が翻訳した「蓮見令子 童話集」であった。
幼いころも有田邸に勤めていた時も、昔ながらの生活様式であったため、西洋先進文化・昭和モダンがふんだんにある東京での生活はカルチャーショックの連続である。面倒見の良い令子や周囲の人々の厚意からひとつひとつ学び、経験を積み重ねている。それらがハナの内面を成長させており、少しずつだが蓮見家に来た当初よりも感情を表すことが出来るようになってきている。
第35話にて万太郎から自邸に招待され、萬里と万太郎が姉弟であることを知る。
第36話にて令子からローマ字を習い始め、1日で修得した。
蓮見 令子（はすみ れいこ）
蓮見家の当主。翻訳家。英語に長けており、一時期、女学校で講師として教鞭をとったこともある明治生まれの妙齢の美女。
翻訳家として独り立ちしている職業婦人である。一軒家の自宅を仕事場としている（蓮見邸建設当時に流行していたモダンな文化住宅の造りを取り入れている。西洋式の応接間と仕事部屋兼書斎は床を板敷きにして、洋風の家具やソファを置いている。電気・瓦斯・水道を引き、台所には冷蔵箱（氷式冷蔵庫）を設置。タイル張りの内風呂、お手洗いも屋内に作られている）。
髪は全体に大きなウェーブをつけた「耳隠し」と呼ばれる髪型に整えている。通年の日常着として普段は和服を着用しているが、外出時にミディアム丈のワンピースに人絹ストッキング、パンプスを合わせ、帽子を被り、化粧も西洋風のリップスティックを使うモダンガール・スタイルの洋装を楽しむこともある。夏場の就寝時にはハナが縫ってくれたアッパッパ―で涼を取っている。
ハナの作る和食中心の食事に舌鼓を打っているが、ハイカラな洋食も好きである。幼少期に食べて以来、ライスカレーは好物のひとつ。行きつけの喫茶店でコーヒーを楽しみ、デパートの食堂ではクリームソーダを注文する。自宅には樽型の手回し式アイスクリーム製造機がある。
2年前に最愛の夫・肇を亡くした未亡人。突然他界した夫への思慕は変わることなく、結婚指輪を外していない。再婚を薦められることもあるが断り続けている。かつては夫と路面電車に乗って銀座や日本橋に出掛け、映画を鑑賞したり銀ブラをする休日を楽しんでいたが、寡婦になってからすっかり出不精になってしまった。
当初、赴任者は22歳の佐竹フヨだと思っていたため、14歳のハナが訪ねてきた際には面食らって驚きを隠せなかった。しかし、信頼しているおじの有田からの紹介状に目を通して納得。また、ハナと面談をして受け入れることを決断した。
ハナは女中、いわば家事使用人であるが、令子にとっては主従関係だけに納まらない大切な存在となっている。ハナが望むのであれば教養もつけさせたいと考えている。

### 東京の人々
みっちゃん
令子が贔屓にしている喫茶店「Cafe ミチクサ」の女主人。現時点では氏名は不明。たおやかな物腰で聞き上手。関西地方の言葉遣いである。令子が気を許し、気兼ねなく話せる同世代の女性。
花月巻き（庇髪）を結い、和服の上にエプロンを身につけて接客をしている。ミチクサでは注文を受けてから珈琲豆を挽き、ネルドリップで抽出して香り高い一杯を淹れている。昼時にはランチメニューを提供しており、サンドウィッチやオムレツ、スコッチエッグなどの洋食を手際よく調理している。喫茶店の甘味の定番ともいえるカスタードプリンやアイスクリームも、一から手作りした一品である。
令子とどのようにして出逢ったのかは明らかにされていないが、蓮見夫妻とは旧知の仲であった。肇が亡くなった経緯を知っている模様で、夫の急死を受け止め切れずにいた令子をずっと気にかけていた。ハナが蓮見家で生活を始めた頃から令子に元来の明るさが戻りつつあることを喜び、安堵している。俯きがちだった令子に顔を上げさせたハナに感謝しており、街で買い物中のハナを呼び止めて店に招き、アイスコーヒーを振る舞った。
その後もハナに食事を振舞うなどしている。
第6巻では第37話において令子がパンケーキの作り方を訊いてきたことが語られた際に空想で姿が描かれているのを除き、登場しない。
吉田 萬里（よしだ まり）
14歳の女学生。以前、令子が女学校で特別講師を務めた際に授業を受けた生徒の一人。
職業婦人として自立している令子に憧れを抱き、「おねえさま」と呼んで慕っている。令子が講師を辞した後も文通を重ね、蓮見家を幾度も訪れている。エス（Sisterの頭文字）の情熱が募り、姉妹愛の絆に憧れて陶酔している。友人たちから執心するのも程々にするよう注意を受けるほどである。
つい数カ月前に突如現れた自分と歳が変わらないハナが、女中という立場でありながら令子から寵愛を受けて可愛がられ、一緒に料理をしたり休日を楽しんでいると知り、嫉妬から対抗心を燃やしている。しかし令子から「ハナには同年代の友人がいないので是非仲良くしてやって欲しい」と乞われ、頼られていることに気を良くした萬里は承諾する。堅苦しいほど実直なハナの言動を見ているうちに、出会った当初に覚えたヤキモチの感情は薄れてきている。
肇の姉
令子の亡夫・肇の姉。規律正しい真面目な婦人。現時点では氏名は不明。
肇が他界してからも令子は気丈に振る舞い、翻訳家として自立していることは承知しているが、この先も悲しみを抱えたまま独り身でいることを案じている。令子に気持ちの整理をつけて新たな幸せを見出してはどうかと再婚を勧め、縁談の話を持ってきていた。
ハナの存在が令子に好影響を与えていることが判り、暫し様子を見ることにする。折角ならばハナの将来のためにも教養や習い事を身につけさせてはどうかと令子に薦めた。
蓮見 肇（はすみ はじめ）
令子の夫で故人。現時点では氏名のみの登場。2年前の昭和7年ごろに他界したが死因は明かされていない。有田邸勤務時代のハナと面識があり、両親を亡くした後のハナのために尽力した模様であるが、どういった経緯でハナと出逢ったのかについては現時点では明らかにされていない。物語冒頭のハナと令子の対面では2人は初対面であることから、ハナが所持する令子著筆の童話集は肇がハナに贈ったものと推定される。
トクさん
名前のみの登場。ハナが蓮見家に来る前まで通いで来ていた年配の派出婦。息子夫婦と隣町に引っ越すため勤めを辞することになった。
洋食好きな令子のために西洋料理の料理本を参考にして作り、時々食卓にあげていた。蓮見家の台所に置いていったその本は現在ハナが引き継いでいる。
ご婦人方
蓮見邸近くに住む主婦たち。主に3人で井戸端会議をしている。ハナから話しかけて知り合った。ハナにアッパッパーの作り方を教え、洋裁の本を貸したり、赤紫蘇の葉をお裾分けしつつ紫蘇ジュースの作り方を教えるなどして親しくしている。
吉田 万太郎（よしだ ばんたろう）
萬里の弟。萬里とはやや歳が離れている。まだ幼いが好奇心旺盛で博識。眼鏡を掛けている。礼儀正しく敬語で話をする。特に動物の生態についての知識が豊富である。往来に絵を描いていたところ、休日で街歩きをしていたハナから声をかけられて知り合いになった。第35話で自邸でのお八つ会を企画し、ハナを招待した。同話56～57ページでの発言と表情からハナに好意を持っている模様。

### 甲府の人々
有田 毅
蓮見肇の叔父。令子や肇の姉からは「おじさま」と呼ばれている。山梨県甲府市の名士。大きな屋敷を構え、何人もの使用人を抱えている。
令子から住み込みで働いてくれる女中に当てはないかと相談を受けた人物。当初は女中歴も長い20代のフヨを紹介したが、普段は自己主張をせずに順従で口数の少ないハナが自分から蓮見家に赴くことを強く望んだため、その希望を汲み承諾。フヨからハナに変更する旨を綴った紹介状を改めて郵送した。
白髪に口髭を蓄えている。温厚な佇まいで、女中たちにも穏やかな口調で話しかけている。
佐竹 フヨ（さたけ フヨ）
有田邸で働く女中。22歳。ハナの先輩女中。親しみやすい柔和な顔立ちに気立ての良さが表れている。一人称は「オレ」。
主人である有田から令子の住む東京の蓮見家に赴くよう打診されて了承。紹介状も郵送されたが、直前になってハナが自分から名乗りを挙げたため譲り、自身は上京することなく今に至る。
女中仲間のタカと同室。以前はハナも一緒に床を並べていた。タカ共々、ハナのことを妹のように可愛がっている。
読み書きが出来る。学校に通った経験のないハナに平仮名から根気よく教えた人物。
童顔であるため、タカよりも若年を思わせる印象があるが、実は屋敷に勤める女中の中では最年長である。また、有田と話す機会がタカよりも多いため、女中としてもタカの先輩であると同時に女中頭と思われる。
タカ
有田邸で働く女中。ハナの先輩女中。苗字は不明。少々斜めに構えた立ち振る舞いのぶっきらぼうな性格だが面倒見は良い。一人称は「オレ」。ひとりで蓮見家の女中を務めるハナを心配している。
読み書きは出来ないため、必要な時は女中仲間のフヨに頼っていた。上京したハナから近況を知らせる手紙が頻繁に届くようになったことから自分で読んで返事も書きたいと思うようになり、フヨに読み書きの教えを乞う。

### その他の人物
編集担当
令子を担当している文化出版の女性社員。雀斑がある。令子の原稿を編集するほか、様々な雑誌企画を令子に持ちかける。

## 昭和豆コラム
コミックの話と話の間に挿入される、作者による解説。昭和初期の生活文化、当時使用されていた物や使用方法などを紹介・解説している。第2巻までは解説中の漢字に旧字体が多用されていたが、第3巻からは新字体での解説となっている。

## 書誌情報
- 長田佳奈 『うちのちいさな女中さん』 コアミックス〈ゼノンコミックス〉[注釈 13]、既刊6巻（2025年6月20日現在）
  1. 2021年8月20日発行、ISBN 978-4-86720-251-7[5][6]
  2. 2022年2月19日発行、ISBN 978-4-86720-306-4
  3. 2022年9月20日発行、ISBN 978-4-86720-424-5
  4. 2023年8月19日発行、ISBN 978-4-86720-516-7
  5. 2024年6月20日発行、ISBN 978-4-86720-657-7
  6. 2025年6月20日発行、ISBN 978-4-86720-761-1

## 作画ミス
ハナは令子とともに外出する際、令子からお下がりとして譲り受けた黒と緑の縦縞の着物を着用するが、第6巻第38話では普段着として着ている着物を着て外出した。ところが、作画ミスにより138ページ1コマ目において外出用の着物を着ているシーンが描かれている。